# Saint-Didier-de-la-Tour
Saint-Didier-de-la-Tour és un municipi francès situat al departament de la Isèra i a la regió d'Alvèrnia-Roine-Alps. L'any 2007 tenia 1.712 habitants.

## Demografia

### Població
El 2007 la població de fet de Saint-Didier-de-la-Tour era de 1.712 persones. Hi havia 622 famílies de les quals 123 eren unipersonals (55 homes vivint sols i 68 dones vivint soles), 186 parelles sense fills, 262 parelles amb fills i 51 famílies monoparentals amb fills.
La població ha evolucionat segons el següent gràfic:
Habitants censats

### Habitatges
El 2007 hi havia 694 habitatges, 629 eren l'habitatge principal de la família, 40 eren segones residències i 24 estaven desocupats. 650 eren cases i 38 eren apartaments. Dels 629 habitatges principals, 514 estaven ocupats pels seus propietaris, 103 estaven llogats i ocupats pels llogaters i 12 estaven cedits a títol gratuït; 1 tenia una cambra, 16 en tenien dues, 58 en tenien tres, 198 en tenien quatre i 357 en tenien cinc o més. 483 habitatges disposaven pel capbaix d'una plaça de pàrquing. A 281 habitatges hi havia un automòbil i a 322 n'hi havia dos o més.

### Piràmide de població
La piràmide de població per edats i sexe el 2009 era:
| Homes | Edats   | Dones |
| ----- | ------- | ----- |
| 0     | 95 o +  | 0     |
| 4     | 90 a 94 | 8     |
| 8     | 85 a 89 | 4     |
| 4     | 80 a 84 | 4     |
| 12    | 75 a 79 | 28    |
| 36    | 70 a 74 | 28    |
| 36    | 65 a 69 | 36    |
| 32    | 60 a 64 | 28    |
| 44    | 55 a 59 | 60    |
| 52    | 50 a 54 | 44    |
| 28    | 45 a 49 | 56    |
| 40    | 40 a 44 | 20    |
| 64    | 35 a 39 | 72    |
| 80    | 30 a 34 | 48    |
| 84    | 25 a 29 | 60    |
| 36    | 20 a 24 | 24    |
| 36    | 15 a 19 | 56    |
| 28    | 10 a 14 | 24    |
| 64    | 5 a 9   | 60    |
| 56    | 0 a 4   | 52    |

## Economia
El 2007 la població en edat de treballar era de 1.094 persones, 821 eren actives i 273 eren inactives. De les 821 persones actives 764 estaven ocupades (436 homes i 328 dones) i 57 estaven aturades (20 homes i 37 dones). De les 273 persones inactives 88 estaven jubilades, 91 estaven estudiant i 94 estaven classificades com a «altres inactius».

### Ingressos
El 2009 a Saint-Didier-de-la-Tour hi havia 684 unitats fiscals que integraven 1.876 persones, la mediana anual d'ingressos fiscals per persona era de 18.550 €.

### Activitats econòmiques
Dels 75 establiments que hi havia el 2007, 2 eren d'empreses alimentàries, 1 d'una empresa de fabricació de material elèctric, 5 d'empreses de fabricació d'altres productes industrials, 20 d'empreses de construcció, 18 d'empreses de comerç i reparació d'automòbils, 5 d'empreses de transport, 5 d'empreses d'hostatgeria i restauració, 2 d'empreses financeres, 12 d'empreses de serveis, 1 d'una entitat de l'administració pública i 4 d'empreses classificades com a «altres activitats de serveis».
Dels 26 establiments de servei als particulars que hi havia el 2009, 6 eren tallers de reparació d'automòbils i de material agrícola, 2 paletes, 1 guixaire pintor, 8 fusteries, 2 lampisteries, 1 electricista, 1 perruqueria, 4 restaurants i 1 saló de bellesa.
Dels 3 establiments comercials que hi havia el 2009, 1 era una fleca, 1 una carnisseria i 1 una floristeria.
L'any 2000 a Saint-Didier-de-la-Tour hi havia 31 explotacions agrícoles que ocupaven un total de 462 hectàrees.

## Equipaments sanitaris i escolars
El 2009 hi havia una escola elemental.

## Poblacions més properes
El següent diagrama mostra les poblacions més properes.